# Сега и завинаги (филм)
„Сега и завинаги“ (на английски: The Getaway) е американски криминален филм от 1994 година на режисьора Роджър Доналдсън по романа на Джим Томпсън от 1958 г.
Главните роли се играят от Алек Болдуин и Ким Бейсинджър, а в по-малки роли – Майкъл Медсън, Джеймс Уудс и Дженифър Тили.

## Български дублаж
| Преводач            | Мая Илиева                                                                            |
| Редактор            | Петя Игнатова                                                                         |
| Озвучаващи артисти  | Ани Василева Даринка Митова Владимир Пенев Васил Банов Симеон Владов Любомир Младенов |
| Тонрежисьор         | Трендафилка Немска                                                                    |
| Режисьор на дублажа | Димитър Караджов                                                                      |